# Hellring
Hellring ist ein Gemeindeteil des Marktes Langquaid im niederbayerischen Landkreis Kelheim.

## Lage
Das Dorf liegt knapp 2 km westlich des Kernortes Langquaid. Es besteht aus einigen landwirtschaftlichen Anwesen und einer Wallfahrtskirche. 
Hellring wird mit Betonung auf der zweiten Silbe ausgesprochen. Von den Einheimischen wird der Ortsname auch "Hellaring" genannt.

## Geschichte
Die Ortschaft Hellring wurde urkundlich erstmals im 12. Jahrhundert erwähnt, als das Kloster Paring die Betreuung der dortigen Wallfahrt übernahm. Historiker vermuten allerdings, dass bereits im 8. Jahrhundert eine Kirche in Hellring gestanden hat.
Über diese erste Kirche ist nichts bekannt, der Nachfolgebau wurde um 1150 an gleicher Stelle errichtet; der Bau der dritten Kirche 1246 begonnen. Die heutige Barockkirche ist mittlerweile der vierte Kirchenbau. Er wurde 1733 bis 1735 von Johann Georg Hirschstötter erbaut. Von 1984 bis 1996 wurde St. Ottilia restauriert und 1997 neu geweiht.
Bis zur Gebietsreform in Bayern ein Gemeindeteil der ehemaligen Gemeinde Paring, wurde Hellring am 1. Mai 1978 nach Langquaid eingemeindet.

## Dult
Obwohl der Namenstag der Heiligen Ottilia am 13. Dezember gefeiert wird, findet der Hell(a)ring (so der Name der Dult) „wegen des besseren Wetters“ bereits am zweiten Sonntag im Oktober statt. Der Hellring beginnt am Donnerstag und dauert bis Montag. 
An diesen Tagen finden in der Tradition der Wallfahrt katholische Andachten und Gottesdienste statt. 
Neben der Kirche auf der angrenzenden Wiese bieten Händler und Fieranten ihre verschiedene Artikel an. 
Bewirtet werden die Besucher von den Einheimischen, was eine große Besonderheit an diesem Kirchenfest ist. Die Bewohner Hellrings haben nämlich an diesen Festtagen das Recht auf ein so genanntes „Einschenken und Auskochen“. Dazu bewirten die Hofbesitzer die Wallfahrer in ihren Häusern. Allerdings ging die Anzahl der teilnehmenden Höfe im Laufe der Zeit auf mittlerweile drei zurück.

## Sonstiges
2005 drehte Sandra Schlittenhardt für die Sendereihe Unter unserem Himmel einen Dokumentarfilm mit dem Titel Hellring und seine Dult.

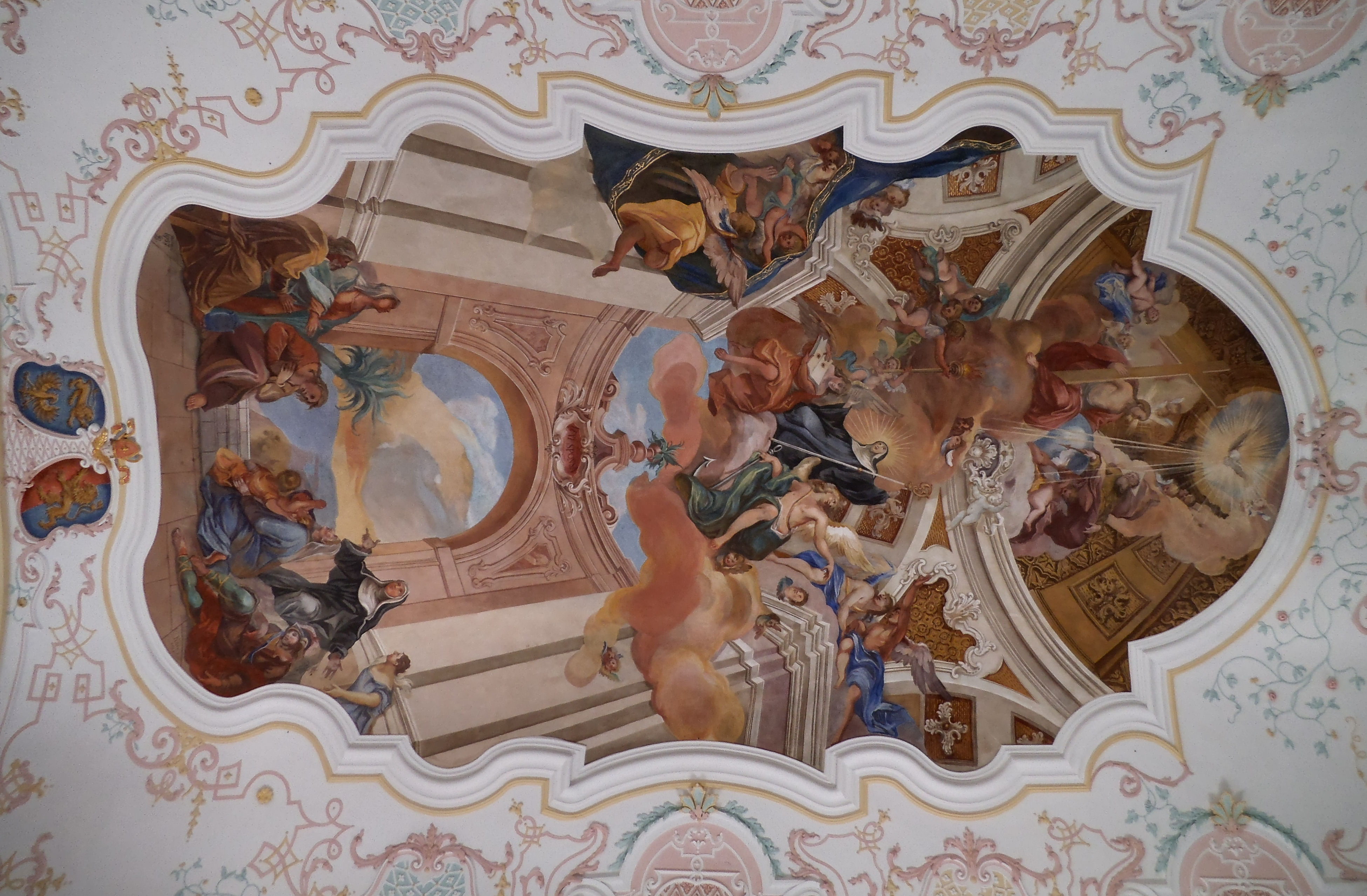
Deckenfresko der Wallfahrtskirche St. Ottila, Hellring
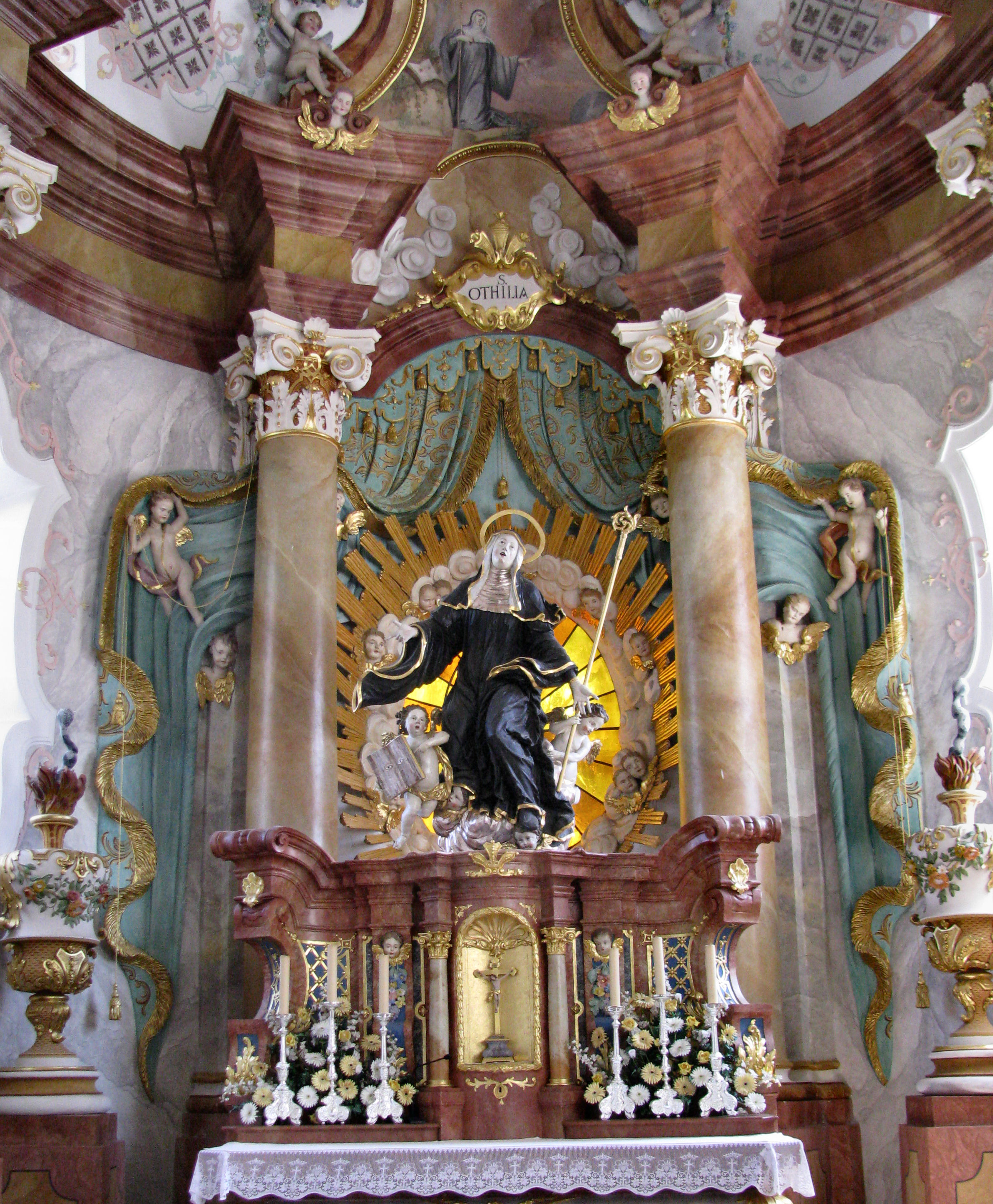
Detail: Hochaltar der Wallfahrtskirche St. Ottila in Hellring
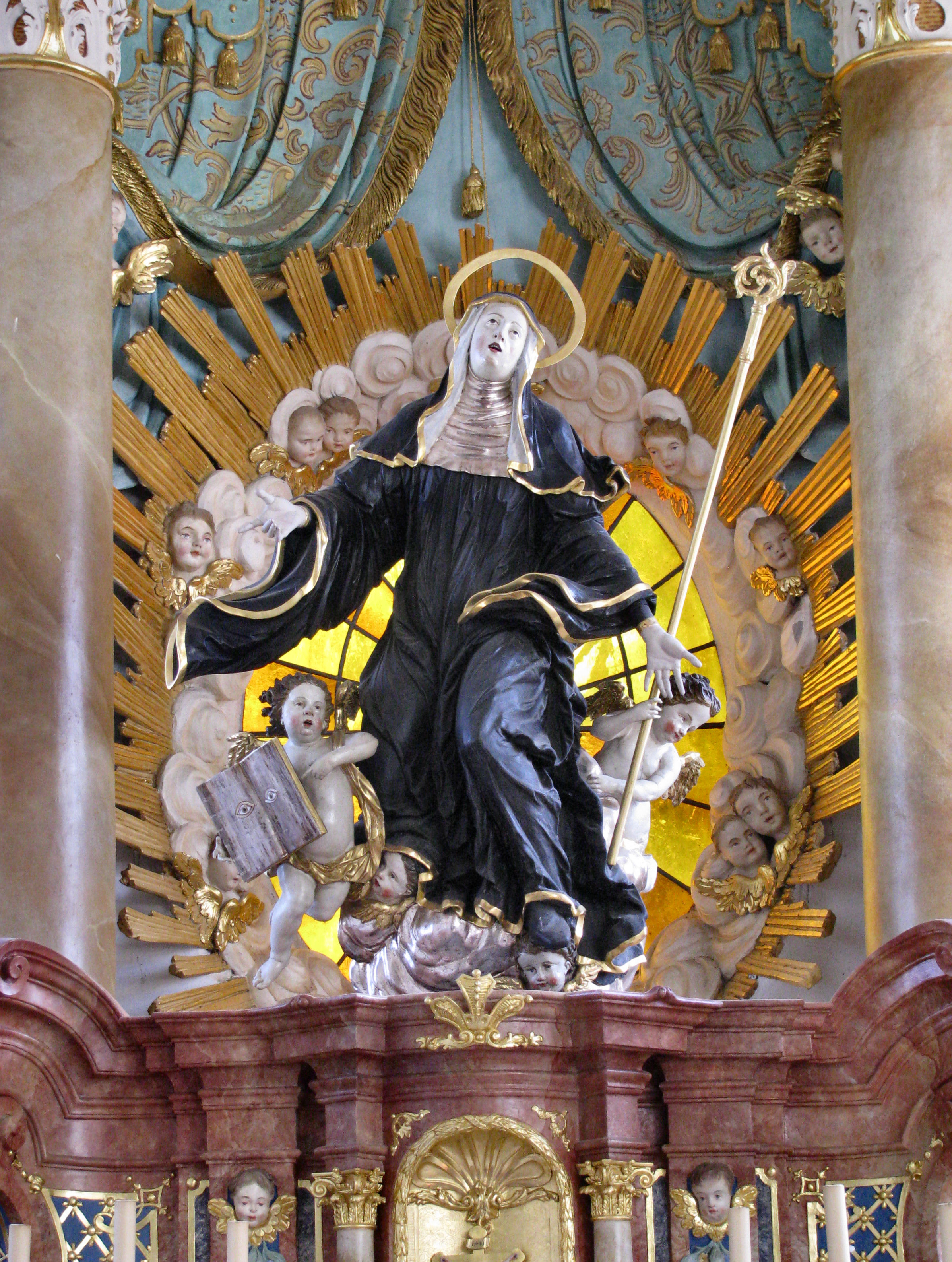
Detail: Hochaltar der Wallfahrtskirche St. Ottila in Hellring, Detail: Statue St. Ottilia
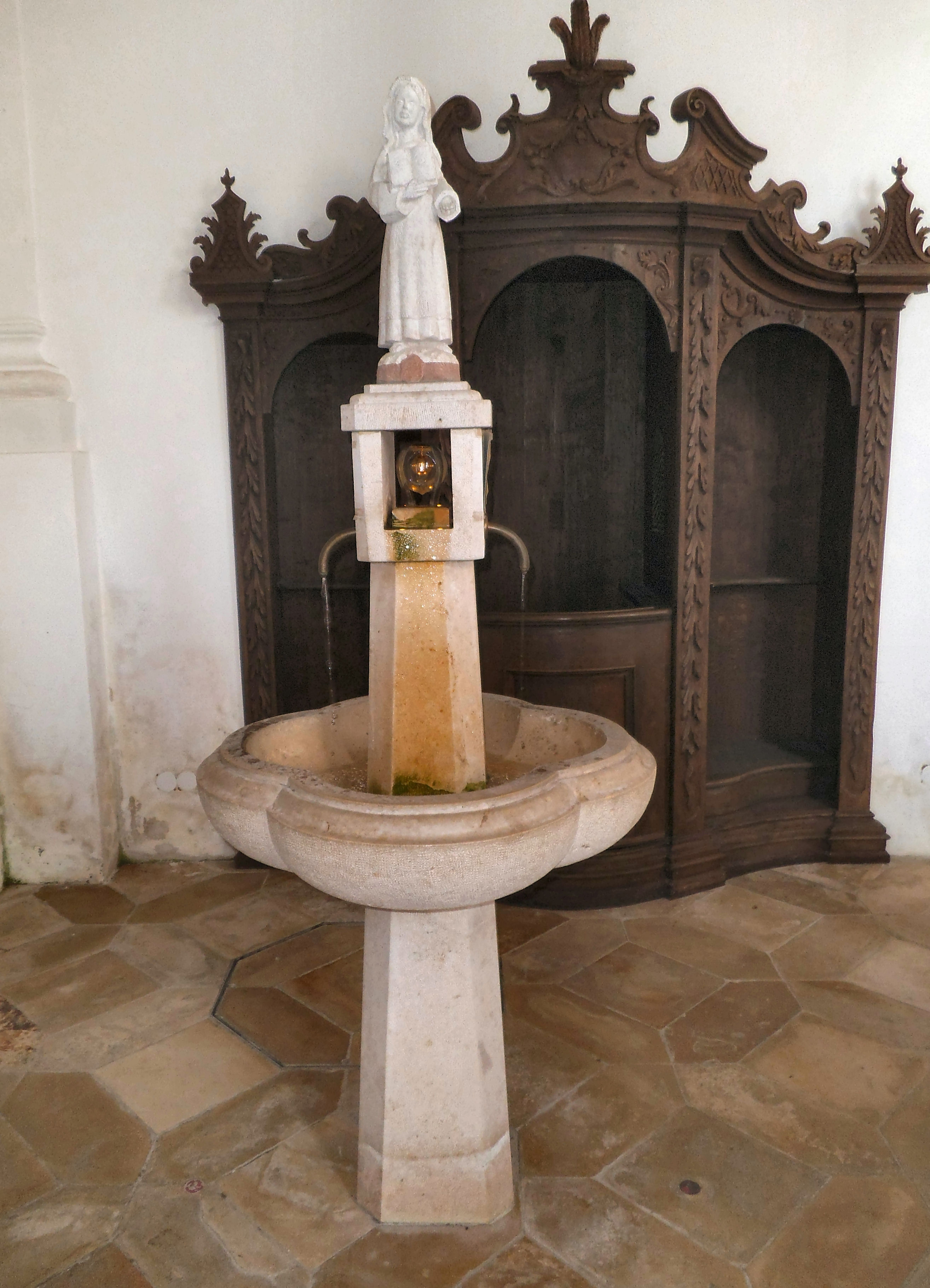
Detail: Brunnen in der Kirche St. Ottilia, Hellring, an dem Wallfahrer Heilung bei Augenleiden suchen. Bildhauer: Helmut Buchner, 1999
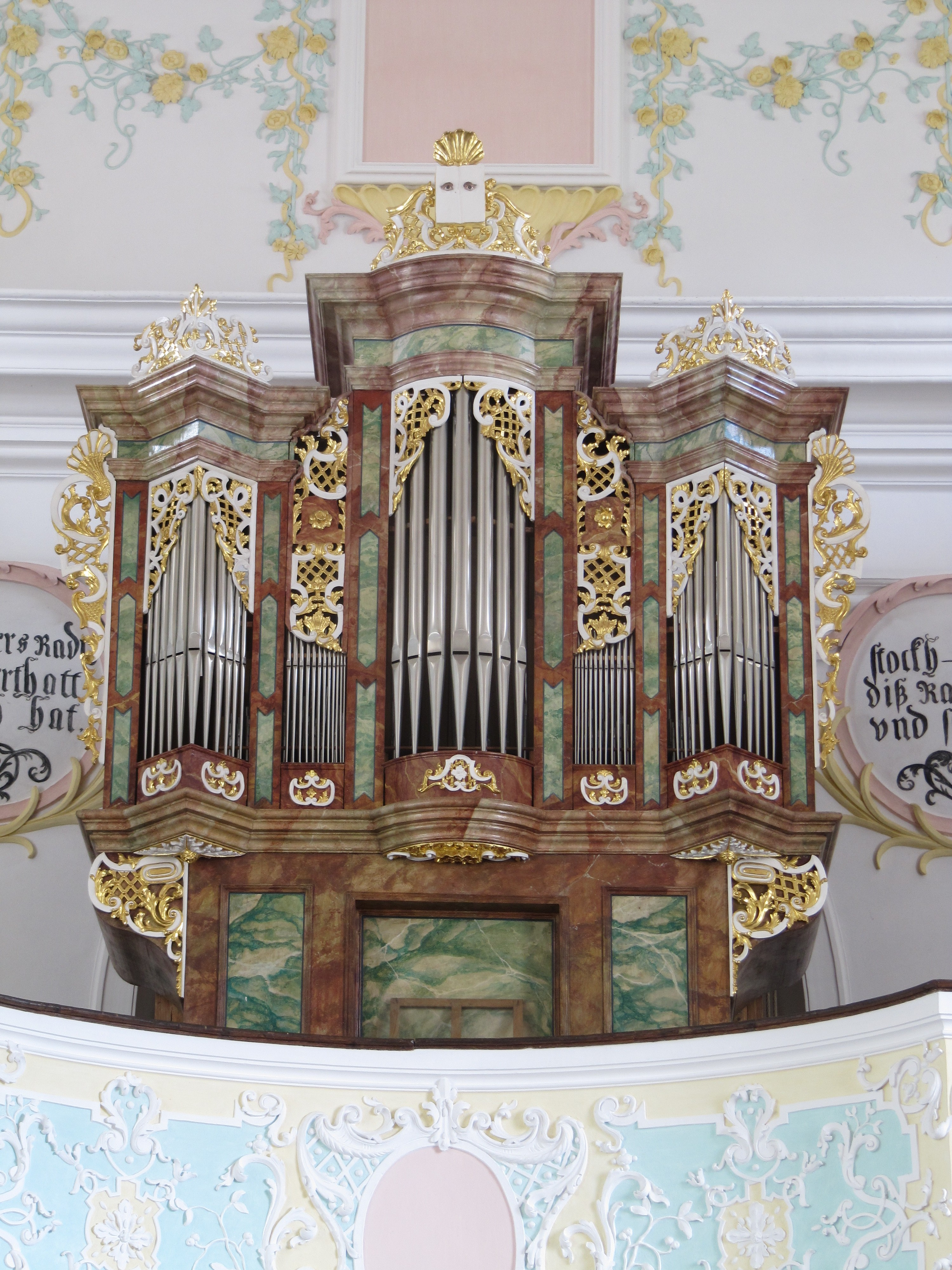
Detail: Orgel von Johann Konrad Brandenstein